# Liste von Abkürzungen zur Geschichte der Aborigines in Australien
Dies ist eine Liste von Abkürzungen zur Geschichte der Aborigines in Australien (siehe auch Aborigines).

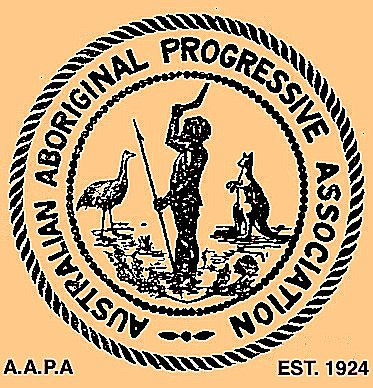
Logo der A.A.P.A. (Australian Aboriginal Progressive Association), der 1924 von Fred Maynard gegründeten ersten Aborigines-Aktivistengruppe, die in Australien entstand

Die Liste ist weit gefasst, neben Schwerpunkten wie z. B. australischen Organisationen und Gesetzen enthält sie auch Abkürzungen aus der australischen politischen Landschaft sowie Kürzel u. v. a. m.
Bekannte Abkürzungen sind z. B. AIAS für Australian Institute of Aboriginal Studies (Australisches Institut für Aborigines-Studien) oder AIATSIS für Australian Institute of Aboriginal and Torres Strait Islander Studies (Australisches Institut für Aborigines- und Torres-Strait-Insulaner-Studien) oder AAL für die Aborigines Advancement League (eine politische Organisation der Aborigines in Australien) bzw. APG für Aboriginal Provisional Government usw.
Die folgende Übersicht ist ausgerichtet an Werken wie z. B. Rolls/Johnson (2019) oder Horton (1994). Sie erhebt keinen Anspruch auf Aktualität oder Vollständigkeit.

## Abkürzungen

### A
- AAF = Aboriginal Australian Fellowship
- AAL = Aborigines Advancement League
- AAPA = Australian Aboriginal Progressive Association
- ABPP = Australian Black Panther Party
- ABS = Australian Bureau of Statistics
- AC = Companion of the Order of Australia
- ACCHO = Aboriginal Community Controlled Health Organisation
- ADB = Australian Dictionary of Biography
- AFA = Aborigines' Friends' Association
- AHL = Aboriginal Hostels Ltd.
- AHRC = Australian Human Rights Commission
- AHW =Aboriginal Health Worker
- AIAS = Australian Institute of Aboriginal Studies
- AIATSIS = Australian Institute of Aboriginal and Torres Strait Islander Studies
- AIF = Australian Imperial Force
- AICCA = Aboriginal and Islander Child Care Agency
- AIM = Aborigines Inland Mission of Australia, umbenannt in Australian Indigenous Ministries
- ALRA = Aboriginal Land Rights (Northern Territory) Act 1976 (Commonwealth)
- ALRC = Australian Law Reform Commission
- ALT = Aboriginal Land Trust[4]
- AM = Member of the Order of Australia
- AMS = Aboriginal Medical Service
- ANRC = Australian National Research Council
- ANTaR = Australians for Native Title and Reconciliation
- ANZAC = Australian and New Zealand Army Corps
- AO = Officer of the Order of Australia
- APA = Aborigines Progressive Association
- APG = Aboriginal Provisional Government
- ARIA = Australian Recording Industry Association
- ASIO = Australian Security Intelligence Organisation
- ASP = Aboriginal Studies Press
- ATSIC = Aboriginal and Torres Strait Islander Commission
- AustLit = The Australian Literature Resource (www.austlit.edu.au)

### B
- BAW = Black Australian Writers (Buchreihe)
- BMR = Bureau of Mineral Resources, Geology and Geophysics
- BRACS = Broadcasting for Remote Aboriginal Communities Scheme

### C
- CAAMA = Central Australian Aboriginal Media Association
- CAR = Council for Aboriginal Reconciliation
- CBE = Commander of the Order of the British Empire
- CDEP = Community Development Employment Projects

### D
- DNA = Department of Aboriginal Affairs

### F
- FCAA = Federal Council for Aboriginal Advancement
- FCAATSI = Federal Council for the Advancement of Aborigines and Torres Strait Islanders
- FNAWN = First Nations Australia Writers Network

### H
- HREOC = Human Rights and Equal Opportunity Commission

### I
- ICC = Island Co-ordinating Council

### K
- KBH = Kinchela Boys Home (in Kempsey, New South Wales)
- KBHAC = Kinchela Boys Home Aboriginal Corporation

### M
- MBE = Member of the Order of the British Empire

### N
- NADOC = National Aborigines Day Observance Committee
- NAIDOC = National Aboriginal and Islanders Day Observance Committee
- NATSIAA = National Aboriginal and Torres Strait Islander Art Award
- NIC = National Indigenous Council[5]
- NNTT = National Native Title Tribunal
- Nodom = Northern Development and Mining
- Norforce = North West Mobile Force
- NTA = Native Title Act

### O
- OBE = Officer of the Order of the British Empire
- OPAL = One People of Australia League

### R
- RCIADIC = Royal Commission into Aboriginal Deaths in Custody[6]
- RDA = Racial Discrimination Act 1975
- RSL = Returned and Services League of Australia
- RST =  Royal Society of Tasmania

### S
- SAFA = Student Action for Aborigines
- SNAICC = Secretariat of National Aboriginal and Islander Child Care

### T
- TAIMA = Townsville Aboriginal and Islander Media Association
- TEABBA = Top End Aboriginal Bush Broadcasting Association
- TSIMA = Torres Strait Islander Media Association
- TSRA = Torres Strait Regional Authority[7]

### U
- UAM = United Aborigines Mission

### W
- WAAMA = Western Australian Aboriginal Media Association
- WRANS = Women's Royal Australian Navy Service